# Апатиты II
Апатиты II — одна из шести станций, расположенных в городской черте Апатитов (другие Верхняя, Нижняя, 1268 км, Апатиты I и Апатиты III).

## История
Открыта в 1950-х годах для доставки, погрузки/разгрузки апатита, угля и стройматериалов, при постройке Апатитской ТЭЦ и АНОФ-2.
Коммерческие операции, выполняемые на станции в наши дни:
- Продажа пассажирских билетов.
- Прием/выдача багажа.
- Прием/выдача повагонных отправок грузов (открытая площадка).
- Прием/выдача мелких отправок грузов (крытые склады).
- Прием/выдача повагонных и мелких отправок.
- Прием/выдача грузов в универсальных контейнерах (3 и 5 тонн).
- Прием/выдача мелких отправок грузов (открытая площадка).

## О станции
Станция обладает семью путями.
В сети РЖД записана без цифрового индекса.
Идёт до станций Апатиты I, к станциям Нижняя и Верхняя при АНОФ-2, ведёт пути до различных предприятий Молодёжного района.
Вокзал, управление и руководство контейнерной на улице Молодёжной, 9.